# دونالد أ. مارتن
دونالد أ. مارتن (بالإنجليزية: Donald A. Martin)‏ هو أستاذ جامعي وفيلسوف ورياضياتي أمريكي، ولد في 24 ديسمبر 1940.